# Nablus (província)
A Província de Nablus (em árabe: محافظة نابلس) é uma das 16 províncias do Estado da Palestina. Está situada no noroeste da Cisjordânia, 53 Km ao norte de Jerusalém. Compreende a área ao redor da cidade de Nablus, que é a sede do governo. A província é governada por Mahmoud Aloul.

## Cidades
A única cidade da província é justamente a sua capital: Nablus.

## Povoados
A seguintes localidades têm uma população superior a 4.000 habitantes:
- Aqraba
- Asira al-Shamaliya
- Beita
- Huwara
- Jammain
- Qabalan
- Sebastiya

## Campos de Refugiados
- Askar
- Balata
- Ein Beit al-Ma'